# Roure (Italië)
Roure is een gemeente in de Italiaanse provincie Turijn (regio Piëmont) en telt 934 inwoners (31-12-2004). De oppervlakte bedraagt 59,6 km², de bevolkingsdichtheid is 16 inwoners per km².

## Demografie
Roure telt ongeveer 476 huishoudens. Het aantal inwoners daalde in de periode 1991-2001 met 5,2% volgens cijfers uit de tienjaarlijkse volkstellingen van ISTAT.
| Jaar | Inwoneraantal |
| ---- | ------------- |
| 1991 | 1019          |
| 2001 | 966           |

## Geografie
Roure grenst aan de volgende gemeenten: Bussoleno, San Giorio di Susa, Mattie, Coazze, Fenestrelle, Perosa Argentina, Massello, Perrero.
1. ↑  https://demo.istat.it/?l=it.